# Historia del petróleo en Colombia

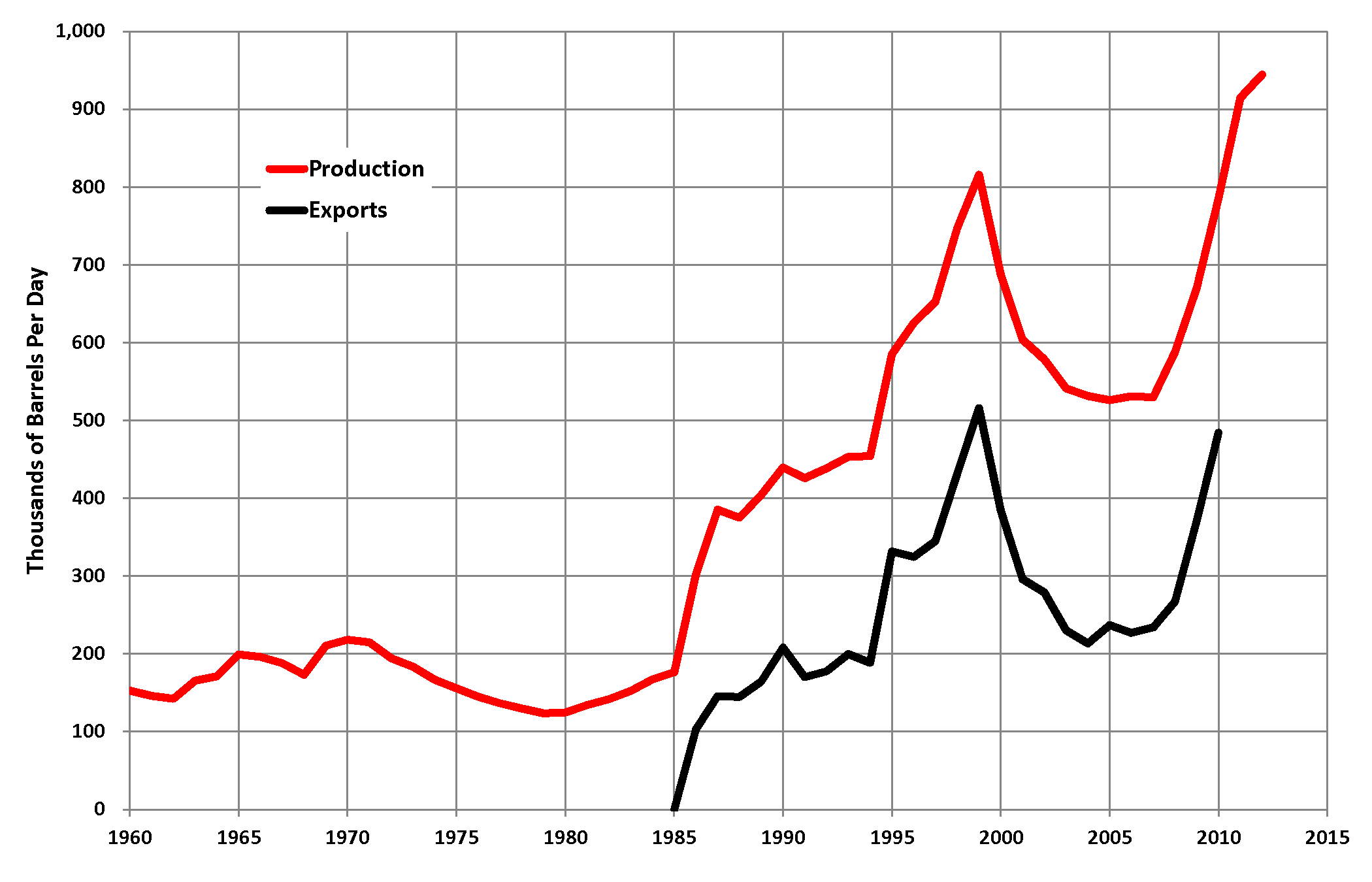
Producción petrolera de Colombia

La historia del petróleo en Colombia o la industria petrolera en Colombia forman parte de un sector exportador de la minería y economía de Colombia.

## Historia

### Orígenes
El conocimiento de la existencia de petróleo en Colombia data de la llegada de los españoles al país con Gonzalo Jiménez de Quesada al Caserío de los Yariguíes en La Tora actual Barrancabermeja (Santander), evidenciado en las Crónicas de Fernández de Oviedo en 1541. Se encuentra registros de 1810 sobre los «manaderos de Infanta» que serían los primeros pozos petroleros del país. En 1866, cerca de Barranquilla, se intentó extraer petróleo por Manuel María Palacio Vargas, y en 1877 Jorge Isaacs en búsqueda de carbón encuentra petróleo en Lorica (Córdoba), obteniendo la primera concesión petrolera en 1886 y que vendió en 1894.

### Industria petrolera
En 1903 se producen las primeras reglamentaciones en materia petrolera. En 1905 se promulga el Decreto n.º 34 de 1905 por el gobierno de Rafael Reyes sobre concesiones petroleras otorgada por treinta años la Concesión de Mares a Roberto De Mares en 1906 y otra denominada la Concesión de Barco al general Virgilio Barco Martínez. En 1913 inician las exploraciones en búsqueda de petróleo por multinacionales. Para 1916 De Mares con George Crawford, Joseph Trees y Michael Benedum fundaron la Tropical Oil Company (Troco), pasando la concesión dada a De Mares a esta compañía en 1919 en la notaría tercera de Bogotá. 
El primer pozo de petróleo en Colombia se perforó en 1918 en el campo Cira-Infantas, producía 2000 barriles diarios. En 1921 aparece la primera refinería en Barrancabermeja y el primer oleoducto del país hasta Mamonal, cerca a Cartagena. El 8 de octubre de 1924 se presenta la primera huelga petrolera de Colombia en Barrancabermeja (Santander). En 1926 inicia la exportación de petróleo a Estados Unidos.
En 1931 en el gobierno de Enrique Olaya Herrera expide la ley del petróleo o ley 37 de 1931. Entre 1921 y 1951 se descubren yacimientos en el Magdalena Medio y el Catatumbo. Para 1949  se producían 29,7 millones de barriles, según Ecopetrol. En 1951 durante el gobierno de Laureano Gómez se reversan las concesiones petroleras de Mares y la explotación en Barrancabermeja se otorga a la Empresa Colombiana de Petróleos (Ecopetrol) produciendo 23,6 millones de barriles. En esos años empiezan a llegar las empresas petroleras Texas Petroleum Company (Texaco), en Puerto Boyacá, la Societé Européene de Petroles y la Compañía de Petróleo El Cóndor en Yondó (Antioquia) y adquirida por Shell, la Tropical Oil Company (Troco) pasó a Esso, fueron 20 las compañías que llegaron al país.
En 1963 se descubre un nuevo campo de petróleo en Orito (Putumayo), se  encontró petróleo pesado en Castilla (Meta), otro campo petrolero en Tetuán, Ortega (Tolima), también en Cocorná (Antioquia). Durante el gobierno de Carlos Lleras Restrepo se promulga la ley del contrato de asociación o ley 20 de 1969. En 1967 se realizan las primeras perforaciones marinas en Colombia, en Buenaventura (Valle del Cauca). Entre 1970 y 1985 se realizan nuevos descubrimientos en el Valle del río Magdalena, La Guajira y los llanos Orientales. Sin embargo, Colombia pasó a ser un país importador de petróleo.
En 1981 se encuentra el yacimiento de Caño Limón (Arauca), en 1984 se inicia la exploración en Yaguara (Huila), en 1989 se encuentra el campo de Cusiana (Casanare), y en 1993 se encuentra el yacimiento de Cupiagua en Aguazul (Casanare). En 2000 se descubre el campo de Guando (Tolima) y en 2003 el de Gibraltar (Norte de Santander).
En 2003 es creada la Agencia Nacional de Hidrocarburos y Ecopetrol pasa a ser una sociedad anónima. Para 2012 se producen en Colombia 1.000.000 barriles promedio día (BPCD).

### Explotación de Gas
En 1948 comenzó la explotación de gas en el campo de Jobo Tablón (Sucre), y Chinú en 1956. Se construyen gasoductos en la costa Caribe en 1958. Pero como tal la industria del Gas Natural empieza en  en 1973 el campo Chuchupa y Ballenas (La Guajira). En 2007 fue fundado el Gasoducto Transcaribeño entre Venezuela, Colombia y Panamá.

## Refinerías
Las principales refinerías del país se encuentran en Barrancabermeja, empezando funciones en 1922 y conteniendo la refinería más grande del país, y la refinería de Cartagena (Reficar) inaugurada en 1957 y adquirida por Ecopetrol en 1964. Existieron otras refinerías pequeñas en Huila y en Guamo (Tolima). 

## Oleoductos
En los años 50 se creó el Oleoducto de Cundinamarca, y el Oleoducto del Pacífico. En 1969 fue construido el Oleoducto Transandino desde Putumayo hasta Nariño. En 1986 se construye el Oleoducto Caño Limón-Coveñas entre el campo de Caño Limón en Arauca hasta Coveñas (Sucre).En 1989 fue construido el Oleoducto de Colombia entre Puerto Boyacá hasta Coveñas. El Oleoducto Ocensa entre Cusiana y Cupiagua (Casanare) y Coveñas(Sucre), construido en 1994. El Oleoducto del Alto Magdalena. En 2009 fue inaugurado el Oleoducto de los Llanos Orientales entre Rubiales (Meta) y Monterrey (Casanare) y  una derivación de 25 km desde El Viento(Casanare) hasta Cusiana(Casanare). El oleoducto Bicentenario creado en 2010 entre Araguaney y Banadía interconectado para llegar a Coveñas. Se proyecta la construcción de dos oleoductos el Oleoducto al Pacífico entre San Martín(Meta) y Buenaventura (Valle del Cauca), y el Oleoducto Banadía -Barrancabermeja.

## Impacto ambiental

### Petróleo y conflicto armado interno
La explotación petrolera en Colombia ha sido afectada por los ataques a los oleoductos y robos por parte de grupos armados como el ELN desde 1986,ocasionando la Masacre de Machuca en 1998 las FARC-EP también realizaron ataques a la infraestructura petrolera y las AUC ocasionaron destierros, lavado de dinero y robo de petróleo por parte de los paramilitares. Las petroleras patrocinan unidades de las fuerzas militares y de la fiscalía, estableciendo convenios entre las empresas y las dos instituciones desde 1996.